# 9A52-4 Tornado
9A52-4 Tornado là một tổ hợp pháo phản lực bắn loạt nhiều nòng đa năng do Nga phát triển và chế tạo. Nó được thiết kế như một phiên bản hạng nhẹ và phổ biến của BM-30 Smerch, được đặt tên là 9A52-2. Nó được ra mắt vào năm 2007 như là hệ thống phóng di động chiến thuật và chiến lược dù chi phí giảm nhẹ trong mỗi lần khai hỏa. Hệ thống này nhằm mục đích thay thế các pháo phản lực bắn loạt thế hệ trước của Nga, bao gồm BM-21 Grad, BM-27 Uragan và BM-30 Smerch. Hiện tại chỉ có Lục quân Nga sử dụng, một phiên bản sẽ được đề xuất để xuất khẩu.

## Phát triển
Lục quân Nga đã nhận được khoảng 30 hệ thống Tornado-G vào năm 2011, thay thế BM-21 Grad. Việc cải tiến Tornado-S đã được nâng cấp với hệ thống định vị vệ tinh GLONASS sử dụng trong hệ thống Smerch. Tornado-S với đạn tên lửa dẫn đường 122mm cho phép tầm bắn lên đến 61 dặm (100 km). Tornado-S có tầm hoạt động xa hơn và hiệu quả cao, do việc sử dụng các đầu đạn tên lửa mới và thời gian chuẩn bị phóng giảm xuống chỉ có 3 phút. Tornado-G được sản xuất hàng loạt vào năm 2013. Hệ thống này được đưa vào hoạt động với lực lượng vũ trang Nga vào năm 2014. Tornado-S đã được phê chuẩn cho biên chế trong tháng 7- tháng 8 năm 2016 và bắt đầu sản xuất hàng loạt.

## Biến thể
9A52-4 Tornado là một hệ thống phóng loạt rốc-két. Có hai hệ thống khác; Một mô đun MLRS đặt trên xe tải MZKT-79306, có thể mang theo hai mô-đun BM-27 Uragan hoặc BM-30 Smerch, và một đặt trên xe tải Kamaz 6x6. Hệ thống "Tornado-G" là một gói nâng cấp cho BM-21 Grad hiện có. Chính phủ Nga đã đặt hàng mua 36 "Tornado-G" mới đặt trên khung gầm Kamaz 6x6, thay vì các hệ thống cũ đặt trên xe tải Ural-4320.
9A52-4 không nên bị nhầm lẫn với các hệ thống khác trong gia đình Tornado:
- 9A53-G Tornado (2x15 1x40 122mm, là mẫu nâng cấp của pháo phản lực bắn loạt BM-21 Grad, đặt trên xe tải Kamaz hoặc trên Ural-4320).
- 9A53-U Tornado (2x8 2x6 220mm, là mẫu nâng cấp của pháo phản lực bắn loạt BM-27 Uragan, đặt trên MZKT-79306).
- 9A53-S Tornado (2x6 2x4 300mm, là mẫu nâng cấp của pháo phản lực bắn loạt BM-30 Smerch, đặt trên MZKT-79306).

Một quả đạn 9M544 của hệ thống Tornado-S không nổ tại chiến trường Ukraine đã được chuyển đến Mỹ để nghiên cứu. Phía Mỹ phát hiện nhiều linh kiện điện tử dùng trong tên lửa là do các công ty điện tử nước ngoài sản xuất và được thiết kế để sử dụng cho các thiết bị dân dụng và gia dụng. Các linh kiện điện tử này có thể được mua dễ dàng với số lượng lớn từ trang bán lẻ trực tuyến AliExpress thuộc sở hữu của Tập đoàn thương mại điện tử Alibaba của Trung Quốc. Nhiều linh kiện nước ngoài này chỉ có giá vài đôla và Nga có thể dễ dàng mua trực tuyến vì chúng cũng có thể được sử dụng trong các ứng dụng phi quân sự.

## Đạn tên lửa
| Biến thể | Biến thể                                          | Tên lửa    | Tên lửa   | Đầu đạn    | Đầu đạn                                   | Thời gian tự hủy | Tầm bắn   | Tầm bắn |
| Tên      | Kiểu                                              | Khối lượng | Chiều dài | Khối lượng | Đạn con                                   | Thời gian tự hủy | Tối thiểu | Tối đa  |
| -------- | ------------------------------------------------- | ---------- | --------- | ---------- | ----------------------------------------- | ---------------- | --------- | ------- |
| 9M55K    | Đạn chùm, chống người                             | 800 kg     | 7,6 m     | 243 kg     | 72 × 1.75 kg, với 96 mảnh (4,5g mỗi mảnh) | 110 giây         | 20 km     | 70 km   |
| 9M55K1   | Đạn chùm, tự dẫn đường chống tăng                 | 800 kg     | 7,6 m     | 243 kg     | 5 × 15 kg                                 |                  | 20 km     | 70 km   |
| 9M55K4   | Đạn chùm, rải mìn chống tăng                      | 800 kg     | 7,6 m     | 243 kg     | 25 × 5 kg mìn                             | 24 tiếng         | 20 km     | 70 km   |
| 9M55K5   | HEAT/HE-Phân mảnh                                 | 800 kg     | 7,6 m     | 243 kg     | 646 × 0.25 kg (xuyên giáp RHA 120 mm)     | 260 giây         | 20 km     | 70 km   |
| 9M55F    | HE-Phân mảnh                                      | 800 kg     | 7,6 m     | 258 kg     |                                           |                  | 20 km     | 70 km   |
| 9M55S    | Vũ khí nhiệt áp                                   | 800 kg     | 7,6 m     | 243 kg     |                                           |                  | 20 km     | 70 km   |
| 9M542    | Định vị dẫn đường vệ tinh (GLONASS), HE-Phân mảnh | 820 kg     | 7,6 m     | 250 kg     |                                           |                  | 40 km     | 120 km  |

## Quốc gia sử dụng
- Nga - Hơn 136 Tornado-G và một số lượng không xác định Tornado-S trong biên chế vào năm 2016.[8][9][10][11][12][13][14]